# Herodianus
Denna artikel handlar om historikern Herodianus. För den romerske grammatikern, se Aelius Herodianus.
Herodianus var en historiker, sannolikt av grekisk härkomst, som levde omkring 170–240, den mesta tiden i Rom.
Han författade en romersk historiebeskrivning på grekiska för åren 180–238. Detta arbete, som utmärker sig genom livlig framställning, sakrikt innehåll och ett enkelt språk, bildar ett värdefullt tillägg till Cassius Dios med avseende på den tidens ofullständigt bibehållna historieverk.